# Běh na lyžích

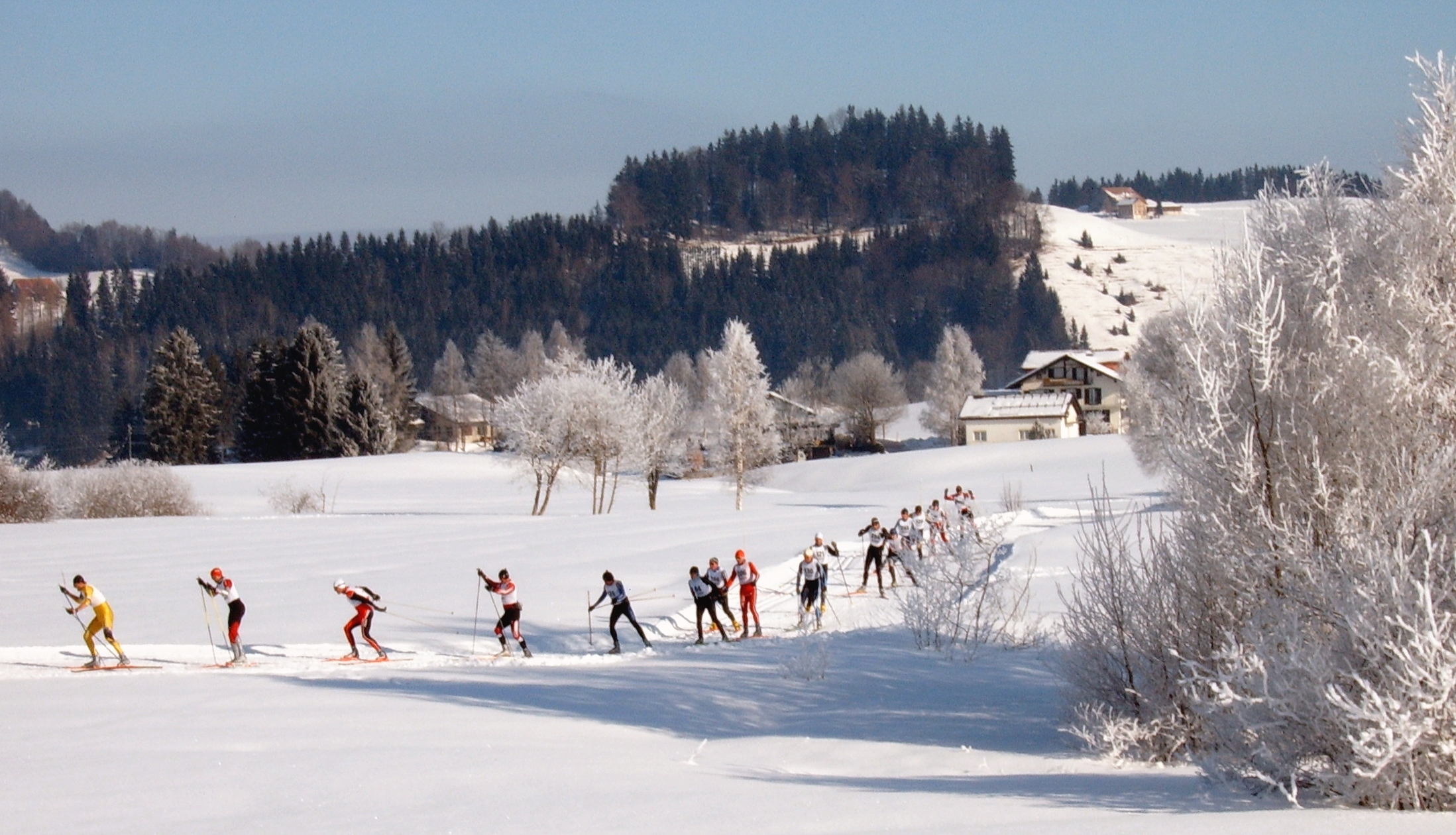
Běžecký závod

Běh nebo chůze na lyžích je způsob dopravy použitelný v zasněženém terénu, zejména je-li chůze bez lyží nemožná nebo značně obtížná a pomalá. Používá se zejména v turistice a rekreačním sportu, ale také k praktické dopravě v horských oblastech mimo upravované silnice. Dnes se k chůzi a běhu na lyžích obvykle užívají speciální lyže, běžky, v minulosti se užívaly univerzální lyže pro chůzi i sjezd. Obdobnou praktickou funkci jako běžky zčásti plní i sněžnice, které však neumožňují skluz po sněhu, saně, sněžné skútry nebo rolby.
Běh na lyžích (též běžecké lyžování) je také závodní lyžařský sport, ve kterém je cílem zdolat danou trať na lyžích v co nejkratším čase. Patří mezi typy klasického lyžování. První běžecké závody se uskutečnily v Norsku již v 17. století. Ve střední Evropě se první závody uskutečnily roku 1893. Na programu olympijských her se běžecké lyžování poprvé objevilo v roce 1924 v Chamonix ve formě závodu na 18 a 50 km a závodu sdruženého (dnes severská kombinace). Roku 1936 byl na program olympijských her přidán štafetový běh 4×10 km.

## Techniky běhu

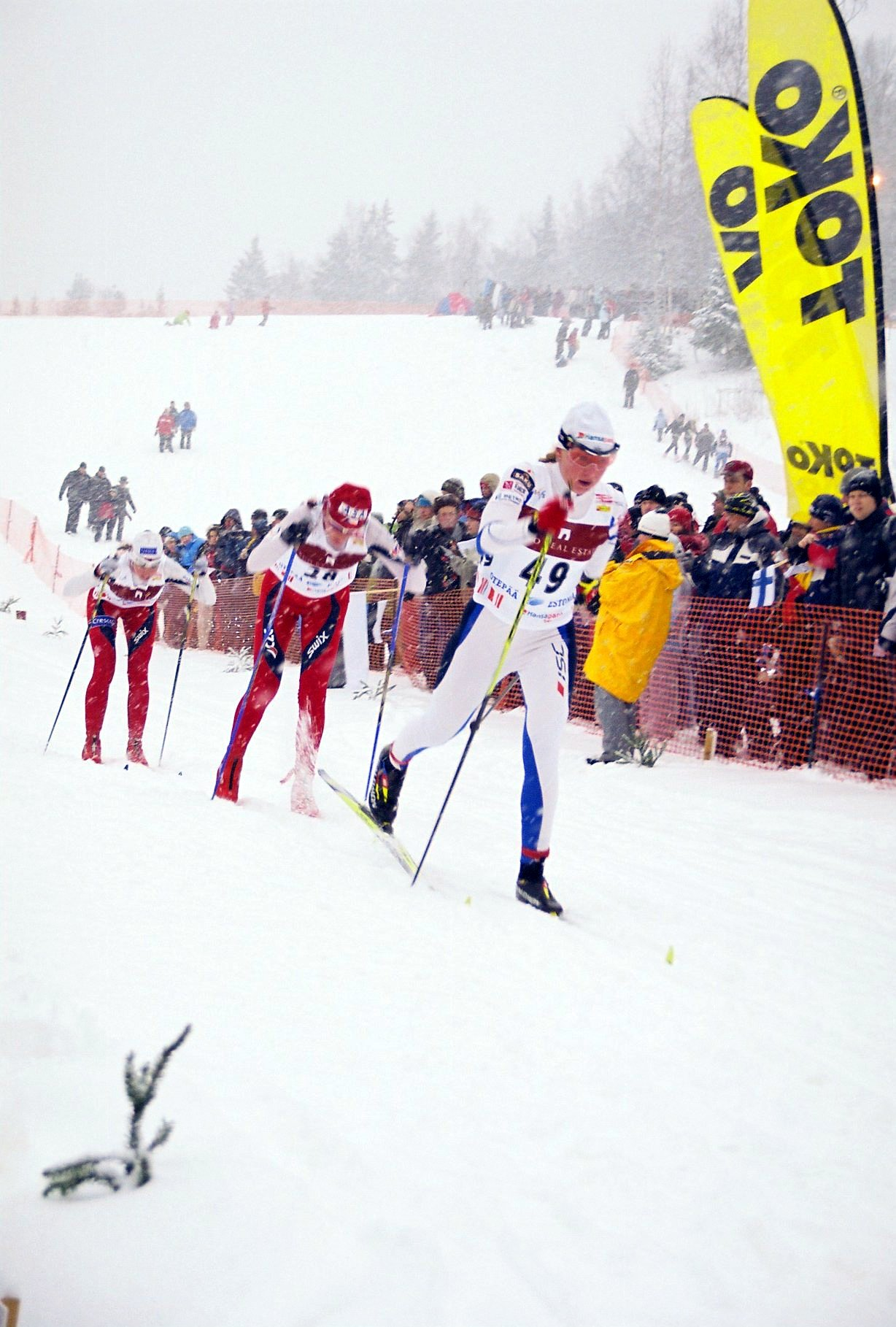
Klasický styl, v popředí střídavý běh, vzadu jízda soupaž

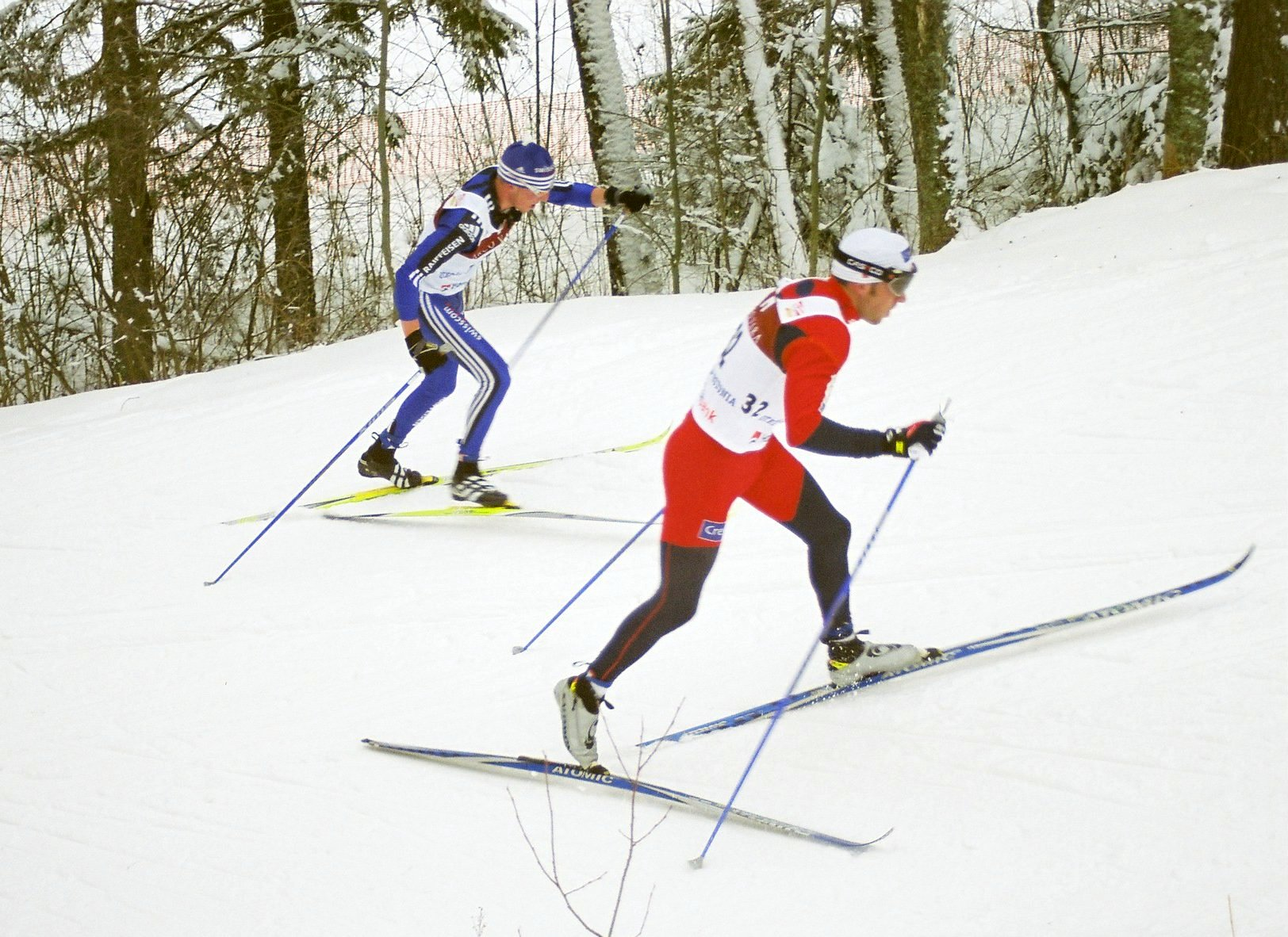
Stoupání stromečkem do prudkého kopce

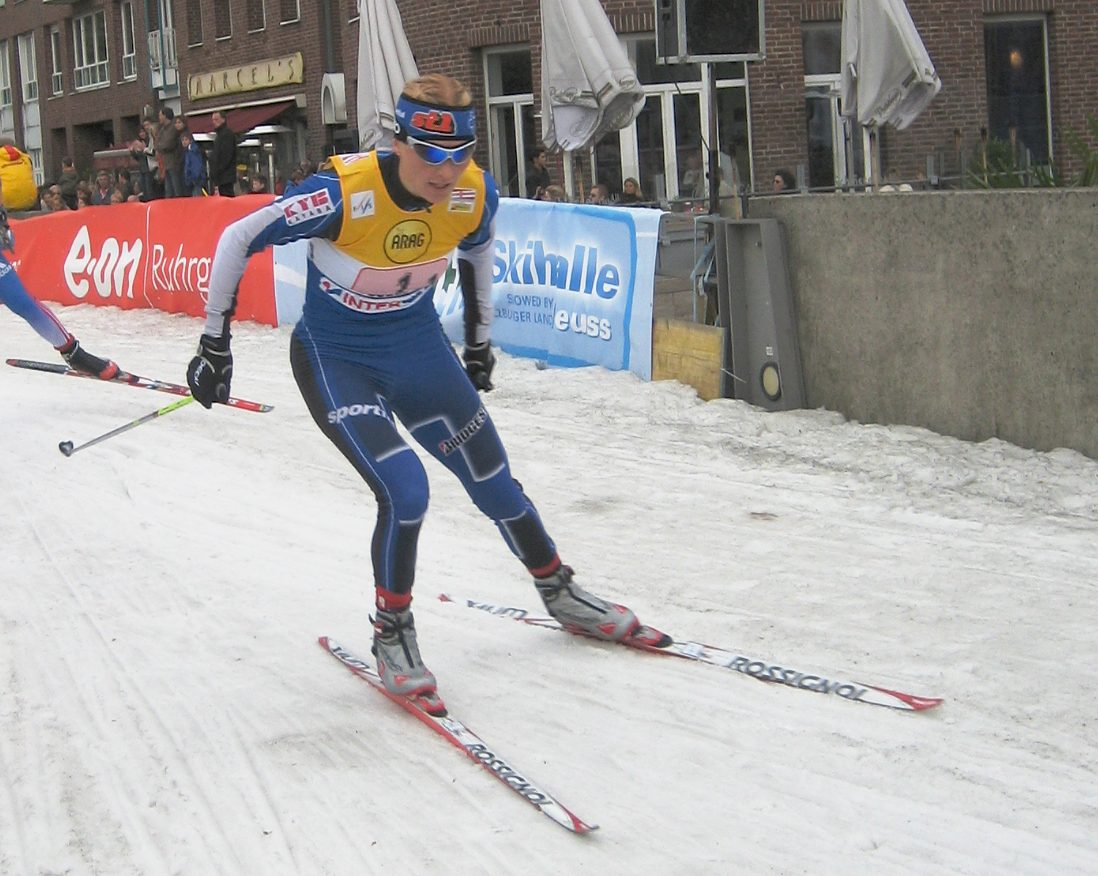
Bruslení

Technika běhu na lyžích (zejména závodní forma) se neustále vyvíjí. Nejvýraznějším pokrokem byl vznik tzv. bruslení, které se v oficiální terminologii nazývá volný styl. Prvky bruslení se v běžeckém lyžování vyskytovaly od jeho počátků. Do obecného povědomí se však bruslení dostalo až v sedmdesátých letech, kdy bylo používáno při závodech na dlouhých rovinatých tratích v podobě jednostranného bruslení (jedna lyže jede ve stopě, druhá slouží k odrazu), nazývaného Siitonenův krok podle svého průkopníka, finského běžce Pauliho Siitonena. Ve světovém poháru se technika bruslení poprvé objevila v sezóně 1980–1981, ale až v sezóně 1983–1984 první závodníci absolvovali závod světového poháru zcela bez stoupacích vosků. Na mistrovství světa 1984–1985 již všechna čelní umístění vybojovali závodníci používající bruslení. V následující sezóně (1985–1986) byla upravena pravidla běžeckého lyžování a byly odděleny klasická technika a volná technika běhu na lyžích.

### Klasický styl
Běží se v připravené stopě s využitím techniky střídavého běhu a jízdy soupaž. Kromě těchto prvků je povoleno odšlapování (odraz jednou lyží) v zatáčce, odšlapování při přejíždění ze stopy do stopy a tzv. stromeček (lyže do „V“ při překonávání prudkého stoupání), při kterém ale nesmí docházet ke skluzu.

### Volný styl
Ač ve svém původním významu zahrnuje větší spektrum technik, je v současné době vžitým termínem pro označení jízdy technikou bruslení. Dnes se používá oboustranné bruslení, kdy se lyžař střídavě odráží z obou lyží. Podle četnosti odpichů hůlkami se rozlišuje:
Jednodobé bruslení
Na jeden odraz lyží připadá jeden odpich hůlkami. Používá se v rovinatých a stoupajících úsecích (slangově jedna-jedna, anglicky označováno V1).
Dvoudobé bruslení
Na dva odrazy lyží připadá jeden odpich hůlkami. Používá se v mírném stoupání nebo mírných sjezdech (slangově dva-jedna, anglicky označováno V2).
Střídavé bruslení
Odraz jednou lyží je doprovázen odpichem opačnou hůlkou. V podstatě se jedná o stoupání do prudkého kopce „stromečkem“, při kterém se lyže alespoň trochu kloužou; slangově „mrzák“, „šumava“, „pavouk“, „kulhák“.
Prosté bruslení
Pohyb pouze odrazy lyží, bez odpichu hůlkami. Používá se zejména při sjezdech.

## Vybavení pro běh na lyžích

### Lyže
Dnes se rozlišuje několik typů lyží pro běh na lyžích (slangově běžky):
- klasické lyže: lyže vhodné pro klasickou techniku běhu a pohyb ve stopě
- skatové lyže: lyže s kratší špičkou vhodné pro volný styl a jsou kratší než klasické

Hlavní rozdíl mezi nimi vychází z odlišností obou stylů běhu na lyžích. Zatímco běh klasický vyžaduje použití odrazových vosků nanášených do odrazové komory lyží, modely na skate se ošetřují pouze vosky skluznými (Parafíny). Jiná je také tvrdost a délka obou variant.
Lyže pro klasickou techniku se dále dělí na tzv. wax a no-wax modely – to v závislosti na tom, zda je odraz prováděn z vrstvy vosku v komoře, nebo z nějakého typu protiskluzu: šupin nebo moderních mohérových pásů.
- combi lyže: kompromisní řešení mezi klasickými a skateovými lyžemi
- backcountry lyže: vhodné pro pohyb ve volné přírodě (v hlubokém sněhu apod.)

a další.

### Vázání

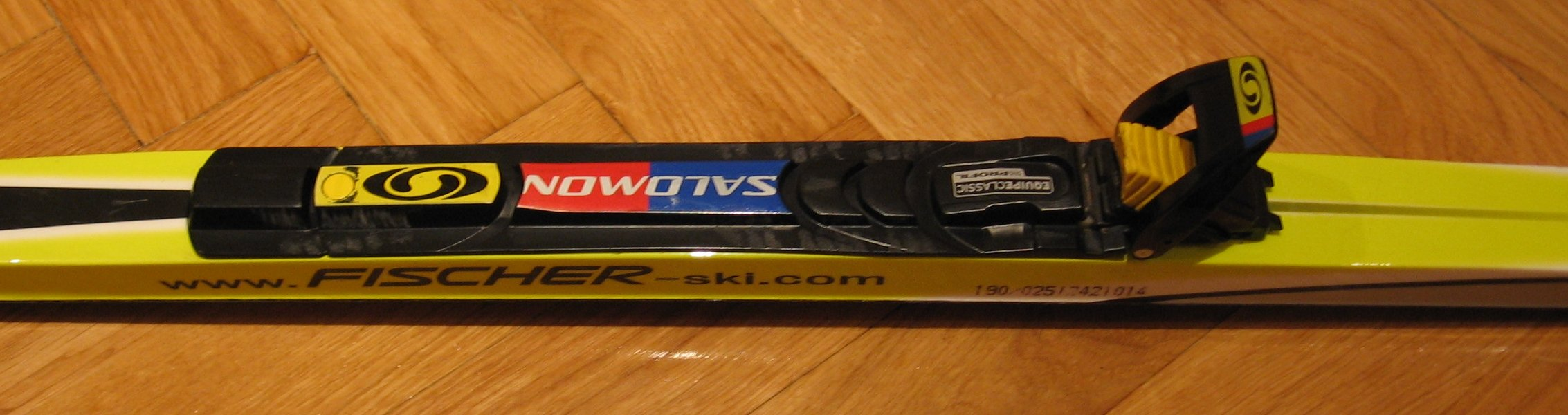
Vázání Salomon (SNS)

Vázání slouží k uchycení lyže na botu. Nejstarší vázání umožňovala použití běžných bot, dnes se však používají speciální boty pro běh na lyžích. V České republice byly ještě v devadesátých letech nejrozšířenějším typem vázání 75 mm (slangově pětasedmdesátka) a sportovní varianta 50 mm, které je konstrukčně stejná, pouze vázání je užší. Během devadesátých let byla tato vázání nahrazena celosvětově rozšířenými standardy:
- SNS (z angl. Salomon Nordic System; jedna široká drážka, vyrábí francouzská firma Salomon)[3]
- NNN (z angl. New Nordic Norm[3], někdy též Rottefella podle významného norského výrobce; dvě úzké drážky)

### Boty
Boty pro běh na lyžích se liší pro jednotlivé standardy vázání. Boty se dále výrazně liší podle účelu použití (zateplené turistické boty, nízké ohebné boty pro klasickou techniku, boty pro volnou techniku s vyztuženým kotníkem, apod.).

## Jiné sporty
Běh na lyžích je součástí dalších sportovních sportů:
- Klasickým lyžařským sportem je severská kombinace, kdy je závod v běhu kombinován se skoky na lyžích
- Ke klasickým lyžařským sportům patří také biatlon, kdy je běh na lyžích kombinován se střelbou na terč z malorážky
- Lyžařský orientační běh
- Běh na lyžích se používá i při zimní přípravě v jiných sportovních odvětvích, např. v zimních variantách moderního pětiboje apod.

## Čeští běžci na lyžích
- Matyáš Albrecht – Silvini Madshus Team
- Martin Jakš – Dukla Liberec
- Aleš Razým – Sport Club Plzeň
- Dušan Kožíšek – Dukla Liberec
- Tomáš Kalivoda – Fischer Ski klub Šumava Vimperk
- Jakub Gräf – Dukla Liberec
- Michal Novák – LK Slovan Karlovy Vary
- Petr Knop – Dukla Liberec
- Miroslav Rypl – Dukla Liberec
- Anna Sixtová – SKI Klub Jablonec Nad Nisou
- Kateřina Beroušková – Sport Club Plzeň
- Karolína Grohová – Dukla Liberec
- Andrea Klementová – Fisher Ski Klub Šumava Vimperk
- Petra Nováková – LK Slovan Karlovy Vary/Centrum sportu MV ČR
- Sandra Schützová – ČKS SKI Jilemnice
- Kateřina Smutná (zároveň i dálková běžkyně za tým eD system Bauer Team)

### Bývalí čeští reprezentanti
- Kateřina Neumannová / ASS Dukla Liberec
- Květa Jeriová
- Blanka Paulů
- Helena Šikolová
- Helena Erbenová Balatková
- Stanislav Henych
- Václav Korunka
- Ladislav Švanda
- Radim Nyč
- Pavel Benc
- Kamila Rajdlová
- Lukáš Bauer

### Dálkoví běžci
- Stanislav Řezáč
- Matyáš Albrecht (Silvini Madshus Team)
- Petr Novák
- Jiří Ročárek
- Daniel Máka
- Kateřina Smutná

### Průkopníci českého lyžování
- Jan Buchar
- František Fišera – mistr republiky v běhu na 50 km z roku 1929; přeborník Krkonošské župy SL RČS pro rok 1930; vítěz poháru Vysokých Tater 1932

## Známé české závody
- Zlatá lyže – závod světového poháru v běhu na lyžích pravidelně pořádaný v Novém Městě na Moravě,
- Jizerská padesátka – nejznámější český dálkový běh zařazený do světové ligy dálkových běhů Worldloppet,
- Krkonošská sedmdesátka,
- Šumavský skimaraton.
- Karlův Běh